# Зубки (Пермский край)
Зубки — деревня в Пермском районе Пермского края. Входит в состав Заболотского сельского поселения.

## Географическое положение
Расположена примерно в 19 км к юго-западу от административного центра поселения, деревни Горшки.

## Население
| 2010 |
| ---- |
| 18   |

## Улицы[2]
- Заречная ул.
- Центральная ул.

## Топографические карты
- Лист карты O-40-76 Юго-камский. Масштаб: 1 : 100 000. Состояние местности на 1983 год. Издание 1984 г.